# Raruto
Raruto és un dôjinshi paròdic del manga Naruto de Masashi Kishimoto, creada per l'espanyol Jesús Garcia Ferrer (Jesulink). el 30 de novembre de 2005. Raruto està dibuixat amb un estil Super Deformed, caricaturitzant el dibuix manga de Naruto. Ha estat traduït a l'anglès, francès, català, italià, portuguès, i polonès . La historieta era seguida per uns quaranta mil lectors a Espanya.
Va néixer com a paròdia de Naruto per Internet seguint a les altres ja conegudes paròdies Haruto (publicada en botigues de còmic) i Joputo. Naruto es presenta com un dels mangues més parodiats actualment. Alguns lectors que han llegit Raruto acostant-se de les antigues paròdies com Dragon Fall, i han qualificat el seu humor com un humor anglès, com el que es presenta en series d'humor com South Park o Pare de Família. Ha arribat a traduir-se a l'anglès, el francès i al català, i a més s'ha trobat un usuari que l'ha començat a traduir al xinès, probablement és la paròdia més llegida de Naruto, i per a molts, la millor. A part dels capítols, també existeix un databook, amb les fitxes de tots els personatges, els seus atacs, les seves característiques i estadístiques, a part d'altres curiositats. Té un pilot de versions doblades (tant dels capítols com dels openings), un MMORPG anomenat Raruto Online, un joc de lluita en construcció, fet amb el mugen i també un RPG en construcció, fet amb RPG Maker.
El 2010 el còmic va obtenir el premi al millor fanzine de la 16a edició del Saló del Manga de Barcelona, en la que fou la primera convocatòria d'aquest guardó anual concedit per Ficomic.